# Хосе Аріель Нуньєс
Хосе Аріель Нуньєс (ісп. José Ariel Núñez, нар. 12 вересня 1988, Асунсьйон) — парагвайський футболіст, нападник клубу «Гуайрена».
Виступав, зокрема, за клуби «Лібертад» та «Насьйональ», а також національну збірну Парагваю.

## Клубна кар'єра
У дорослому футболі дебютував 2006 року виступами за команду «Лібертад», в якій провів один сезон, взявши участь у 19 матчах чемпіонату, після чого грав на батьківщині у складі команд «Президенте Гейз» та «Такуарі», після чого повернувся у «Лібертад» 2010 року. Цього разу відіграв за команду з Асунсьйона наступні три сезони своєї ігрової кар'єри. Більшість часу, проведеного у складі «Лібертада», був основним гравцем атакувальної ланки команди.
У липні 2013 року був відданий в оренду іспанському клубу «Осасуна». У новій команді не зумів закріпитись, зігравши лише 6 ігор у Ла Лізі, після чого на початку 2014 року уклав контракт з данським клубом «Брондбю». Дебютував за данський клуб 23 лютого 2014 року в матчі проти «Ольборга». 30 березня 2014 року в матчі проти «Віборга» (1:0) забив свій перший гол за «Брондбю», який також став першим голом парагвайського гравця в історії чемпіонату Данії. У червні 2015 року він був орендований на рік з правом першого викупу в «Олімпію» (Асунсьйон), у складі якого провів наступний рік своєї кар'єри гравця.
З 2017 року один сезон захищав кольори парагвайського клубу «Насьйональ». Тренерським штабом нового клубу також розглядався як гравець «основи», після чого знову відправився за кордон, граючи за аргентинський «Уніон» (Санта-Фе) та болівійський «Хорхе Вільстерман».
Протягом 2020—2021 років захищав на батьківщині кольори клубів «12 жовтня» та «Гуарані» (Асунсьйон), а на початку 2022 року став гравцем «Гуайрени». Станом на 19 вересня 2022 року відіграв за команду з Вільярріки 9 матчів у національному чемпіонаті.

## Виступи за збірну
4 листопада 2009 року дебютував в офіційних матчах у складі національної збірної Парагваю в товариській грі протит Чилі (1:2).

## Досягнення
- Чемпіон Парагваю: 2006, 2007, Клаусура 2010, Клаусура  2012, Клаусура 2015

### Індивідуальні
- Найкращий бомбардир чемпіонату Парагваю: Клаусура 2012 (13 голів)
- Найкращий бомбардир Південноамериканського кубка: 2015 (5 голів)